# Leggera
(Noi soli insieme)
Leggera, pubblicato nel 1997, è un album della cantante italiana Mina. Distribuito anche su vinile.

## Descrizione
«Proprio come nel titolo, Mina questa volta è "leggera", perfino frivola e ha riempito il suo nuovo disco di scherzi e sorprese di ogni genere». È «il tipico disco di Mina. Di un'artista, cioè, che si diverte ancora molto a cantare e, soprattutto, a cantare qualsiasi cosa». «Questa volta però, Mina, oltre ai soliti illustri Carneadi beneficiati da una sua illuminazione vocale, regala un attimo di gloria alla nuova scena italiana, quella vera, cresciuta nelle cantine e nei festival rock». 
Ecco quindi irrompere nel canzoniere della Tigre i Casino Royale e gli Afterhours: i primi con Suona ancora, brano inciso dagli stessi autori due anni prima e qui rieseguito con il solo apporto delle Voci Atroci, che hanno riprodotto gli strumenti con le loro voci («bell'esercizio di virtuosità moderna e sofisticata, palestra per sei voci eccezionali»), i secondi con «il sound "depresso" all'inglese» di Tre volte dentro me (originariamente incisa dagli autori con il titolo Dentro Marilyn), «un pezzo lungo, un'atmosfera strumentale inconsueta, con tanto di ukulele suonato con un bootleneck, una sorta di steel guitar che arriva a note irraggiungibili per una sola chitarra e un canto da sballo». 
Con Someday in My Life, canzone scritta da Mick Hucknall appositamente per Mina (e con la quale Mick duetta), precipitiamo «negli anni '50 delle torch song e del jazz», mentre con Johnny Mina si trasforma in «un Prince scuro e rockato». Ventata di "Phildelphia Sound" anni '70, invece, con il brano Con te sarà diverso, «elegante remake di un'epoca oggi di moda e ripercorsa con intensità e sentimento» mentre «gioco e ironia [caratterizzano i] virtuosismi pirotecnici di Grigio, [in cui Mina vi incastona] dentro citazioni di Dante, Modugno e Zucchero» (con la chiusura di un Celentano che chiede udienza per il progetto seguente). «Completano l'album altri pezzi più tradizionali»: le romantiche Resta lì e Stai così, l'«anodina» Non si può morire in eterno, la «semplicemente bella» Noi soli insieme e «la buffa Clark Kent dedicata a tutti i nerds che sanno bene di non potersi trasformare in Superman ma che sono vendicati dai sospiri esitanti di [Mina] Mazzini».
In breve «un buon disco, vario, divertente, credibile creato per dimostrare una volta di più le funamboliche possibilità di Mina, anche se probabilmente risulta un po' meno commerciale del precedente Cremona».

## Tracce
1. Johnny – 4:53 (Giulia Fasolino)
2. Someday in My Life (feat. Mick Hucknall) – 4:02 (Mick Hucknall)
3. Suona ancora[10] (feat. Le Voci Atroci) – 4:24 (Fernando Masi, Alioscia Bisceglia, Giuliano Palma, Michele Pauli, Alessio Argenteri)
4. Con te sarà diverso – 4:32 (testo: Fabrizio Berlincioni – musica: Mauro Culotta)
5. Resta lì – 4:45 (testo: Samuele Cerri – musica: Mauro Santoro, Massimiliano Pani)
6. Clark Kent – 4:38 (Fratelli Margiotta)
7. Non si può morire in eterno – 3:41 (testo: Adelio Cogliati – musica: Franco Fasano)
8. Noi soli insieme – 4:38 (testo: Alberto Salerno – musica: Mauro Culotta)
9. Tre volte dentro me (Dentro Marilyn)[11] – 5:47 (Manuel Agnelli)
10. Stai così – 4:32 (Filippo Trojani)
11. Grigio – 4:32 (Roberto Pacco)

La durata effettiva della traccia 11 è di 9:13 in quanto contiene una traccia nascosta: una seconda versione di Suona ancora cantata stavolta solamente da Mina, il tutto si conclude con lei che dice: "Hai visto? Hai visto che c'era un altro pezzo? Bravo che hai aspettato!". Alla fine del brano Grigio - e prima ancora della traccia nascosta - Adriano Celentano apre una porta e dice "Permesso?". È un'anticipazione del progetto che seguirà a Leggera l'anno dopo, cioè Mina Celentano.

## Formazione
- Mina – voce
- Danilo Rea – pianoforte, Fender Rhodes, organo Hammond
- Massimiliano Pani – tastiera, cori
- Alfredo Golino – batteria
- Massimo Moriconi – basso
- Umberto Fiorentino – chitarra
- Lorenzo Malacrida – percussioni
- Giorgio Cocilovo – chitarra elettrica
- Paolo Gianolio – chitarra acustica, chitarra elettrica
- Nicolò Fragile – tastiera
- Gogo Ghidelli – chitarra
- Cesare Chiodo – basso
- Massimo Varini – chitarra
- Gabriele Comeglio – sassofono soprano
- Giulia Fasolino, Paola Folli, Simonetta Robbiani, Moreno Ferrara – cori

## Classifiche

### Classifiche settimanali
| Classifica (1997) | Posizione massima |
| ----------------- | ----------------- |
| Europa            | 28                |
| Italia            | 1                 |

### Classifiche di fine anno
| Classifica (1997) | Posizione |
| ----------------- | --------- |
| Italia            | 36        |